# Pseudoscada pusio
Pseudoscada pusio är en fjärilsart som beskrevs av Frederick DuCane Godman och Osbert Salvin 1877. Pseudoscada pusio ingår i släktet Pseudoscada och familjen praktfjärilar. Inga underarter finns listade.